# Nicholas Morice (2e baronnet)
Nicholas Morice, deuxième baronnet (1681-1726) de Werrington Park (à l'époque dans le Devon mais maintenant en Cornouailles), est un homme politique anglais qui siège à la Chambre des communes britannique de 1702 à 1726.

## Biographie

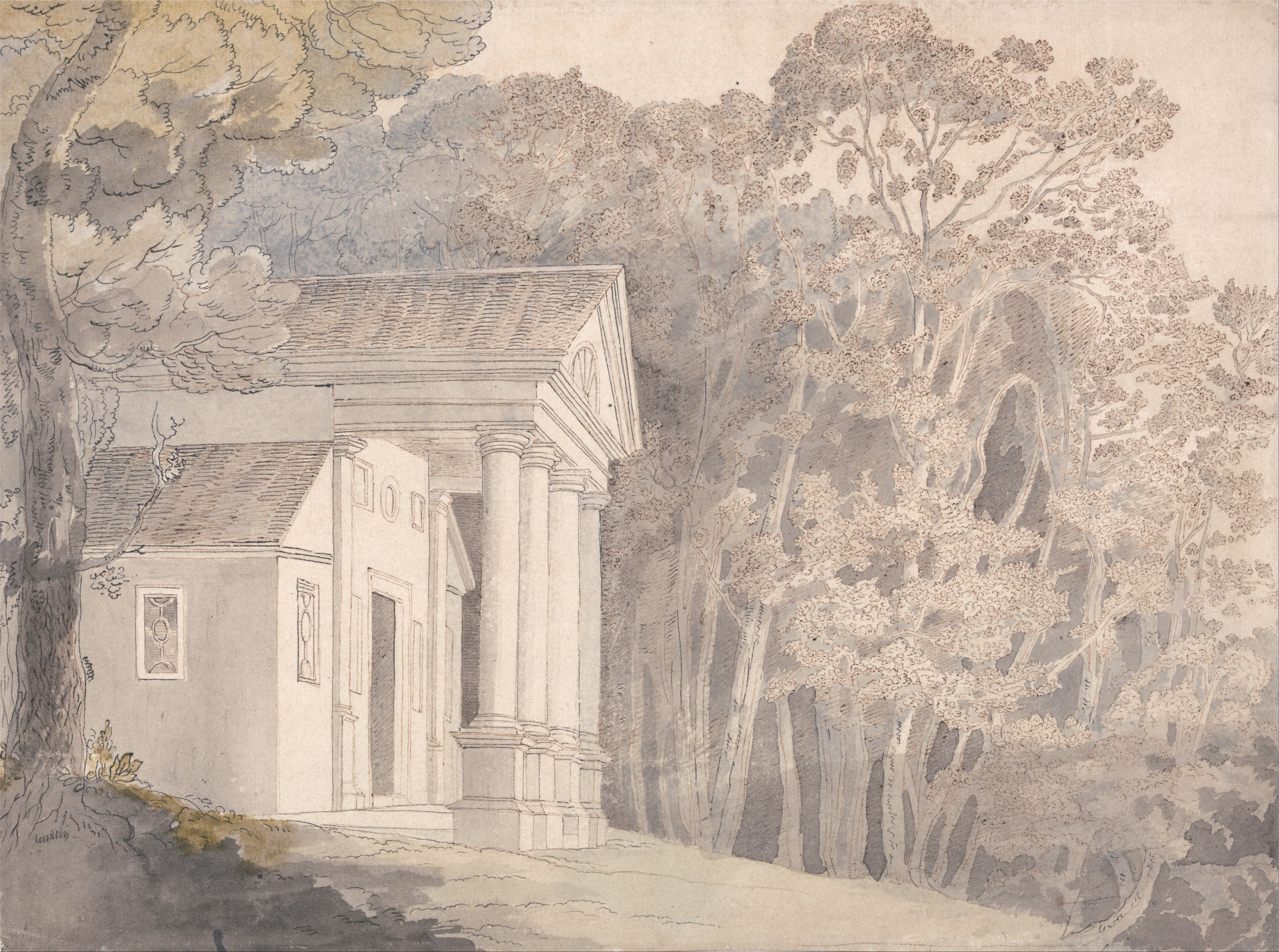
Werrington Park, Cornouailles

Il est le fils aîné de William Morice (1er baronnet), député de Newport, Cornouailles, et de sa deuxième épouse, Elizabeth Reynell, fille de Richard Reynell, de Ogwell Devon. Il succède à son père comme baronnet en 1690. Il s'inscrit à Exeter College, Oxford le 14 avril 1698, à l'âge de 17 ans. Par une licence datée du 21 mars 1704, il épouse Catherine Herbert, fille de Thomas Herbert (8e comte de Pembroke).
Il est élu député de Newport aux élections générales anglaises de 1702 et 1705 et aux élections générales britanniques de 1708, 1710 et 1713. Il est réélu aux élections générales de 1715 en tant que conservateur et s’oppose toujours à l’administration. Il est réélu à l'élection générale de 1722.
Il est décédé le 27 janvier 1726. Avec sa femme, il a un fils et deux filles. Il est remplacé comme baronnet et à Werrington Park par son fils William Morice (3e baronnet).